# ROUGH DIAMOND (徳永英明の曲)
「ROUGH DIAMOND」（ラフ ダイアモンド）は1996年7月21日に発売された德永英明21枚目のシングル。

## 解説
前作「未来飛行」から約8ヵ月半ぶりのシングル。
本作発売約1ヵ月前、関西テレビ・フジテレビ系『SMAP×SMAP』で初披露された。

## 収録曲
全作曲：德永英明
1. ROUGH DIAMOND
作詞：山田ひろし　編曲：西脇辰弥
2. 太陽の少年
作詞：德永英明　編曲：国吉良一
アルバム『太陽の少年』からのリカット。
3. ROUGH DIAMOND（Original Karaoke）

## 主な収録アルバム
- bless
- シングルコレクション (1992〜1997)
- SINGLES BEST